# 龙潭水库 (上犹)
龙潭水库位于中国江西省赣州市上犹县五指峰乡与平富乡交界地带。是一座以防洪、发电、养殖为主要功能的大（二）型水库。